# سونيا برترام
سونيا برترام (بالألمانية: Sonja Bertram)‏ هي ممثلة ألمانية، ولدت في 14 سبتمبر 1984 في فريشن في ألمانيا.

## وصلات خارجية
- سونيا برترام على موقع IMDb (الإنجليزية)
- سونيا برترام على موقع ألو سيني (الفرنسية)
- سونيا برترام على موقع قاعدة بيانات الفيلم (الإنجليزية)
- سونيا برترام على موقع كينوبويسك (الروسية)